# Alessandro de Tomaso
 Alejandro de Tomaso, també conegut per la forma italiana del nom Alessandro de Tomaso   (Buenos Aires, 10 de juliol de 1928 - Mòdena, 21 de maig de 2003), va ser un constructor de cotxes i pilot de curses automobilístiques argentí que va arribar a disputar curses de Fórmula 1.
De Tomasso va fundar la companyia De Tomaso l'any 1959 amb la seu a Mòdena i va començar a fabricar cotxes esportius de categoria, arribant a fabricar un monoplaça de F1 per Frank Williams l'any 1970.

## A la F1
Va debutar a la primera cursa de la vuitena temporada de la història del campionat del món de la Fórmula 1, la corresponent a l'any 1957, disputant el 13 de gener el GP de l'Argentina al Circuit Oscar Alfredo Galvez.
Alessandro de Tomaso va participar en dues curses puntuables pel campionat de la F1, disputades en dues temporades 1957 i 1959 aconseguint un novè lloc com a millor resultat i no assolí cap punt el campionat de pilots.

## Resultats a la Fórmula 1
| Any  | Equip               | Xassís  | Motor    | 1     | 2   | 3   | 4   | 5   | 6   | 7   | 8   | 9       | Posició | Punts |
| ---- | ------------------- | ------- | -------- | ----- | --- | --- | --- | --- | --- | --- | --- | ------- | ------- | ----- |
| 1957 | Scuderia Centro Sud | Ferrari | Ferrari  | ARG 9 | MON | 500 | FRA | GBR | ALE | PES | ITA |         | -       | 0     |
| 1959 | Automobili O.S.C.A. | Cooper  | O.S.C.A. | MON   | 500 | FRA | HOL | GBR | ALE | POR | ITA | USA Ret | -       | 0     |

### Resum
| Curses: | Victòries: | Pòdiums: | Poles: | Voltes ràpides: | Punts: |
| ------- | ---------- | -------- | ------ | --------------- | ------ |
| 2       | 0          | 0        | 0      | 0               | 0      |